# Udappu
Udappu ou Udappuwa (tamoul : உடப்பு) est un village traditionnel de pêcheurs et de crevettiers tamoul. Il est situé à 105 km au nord de Colombo, la capitale du Sri Lanka, dans la province du Nord-Ouest, à quelques kilomètres au nord de la ville de Chilaw (en) et du temple de Munneswaram (en). 

## Topographie
C'est un village côtier bordé à l'ouest par l'océan Indien et au sud par les dunes de sable d'Andimunai, une attraction touristique reconnue. À l'est du village se trouve la lagune de Mundal (en).

## Population
La population estimée du village est de 15 000 personnes. Les habitants du village sont des Tamouls hindous et sont généralement considérés comme appartenant à la caste Karaiyar et à d'autres castes comme Ambalavanar et Asary (orfèvres). Il y a aussi des Chettis et pratiquent leur marque unique d'hindouisme ; leur culture et leur mode de vie sont très différents des autres personnes qui pratiquent la pêche le long de la côte de Chilaw. La plupart des villages voisins appartenant à la caste apparentée Karave sont catholiques ou bouddhistes et s'identifient comme cinghalais,

## Culture

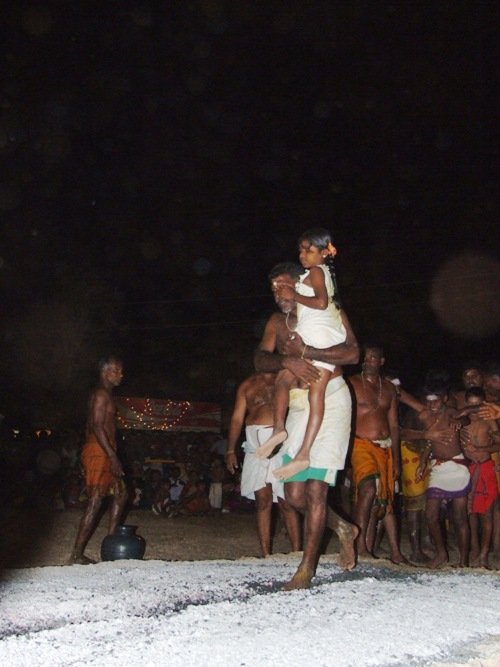
Un père marchant dans le feu avec son enfant lors de la fête hindoue annuelle au temple Draupati Amman à Udappu.

Le village est connu pour ses temples hindous élaborés et ses festivals uniques. Durant le mois tamoul d'Avani, qui correspond à la période de fin juillet au début août, une fête de 18 jours commence par la cérémonie de levée du drapeau et se termine par une marche sur le feu devant le temple Draupati Amman d'Udappu. La période de 18 jours est consacrée à la prière et au jeûne, avec un prêtre récitant l'épopée du Mahabharata pour rappeler à chacun l'histoire de Draupadi, l'épouse commune des cinq frères Pandava, dont les manières chastes et vertueuses lui ont permis de recouvrer le royaume qui leur avait été enlevé de par le roi Duryodhana. La fête de Draupadi s'achève le dernier soir lorsque toute la population masculine d'Udappu marche pieds nus sur un lit de braises sans blessures au cours d'une cérémonie en tamoul appelée Tee Mithi,. 